# Leaellynasaura
Leaellynasaura a fost un gen de dinozauri care a trăit acum circa 110  milioane de ani.
A fost descoperit în 1989 în situl fosilifer Dinosaur Cove din statul Victoria, coasta de sud-est a Australiei. În falezele de gresie și marnă de acolo, formate în cretacicul Inferior, au mai fost descoperiți și alți dinozauri, inclusiv un alt erbivor biped Atlascopcosaurus și un mic teropod numit Timimus.
Leaellynasaura avea o coadă lungă, cu peste 70 de vertebre.